# Soviet de les Nacionalitats

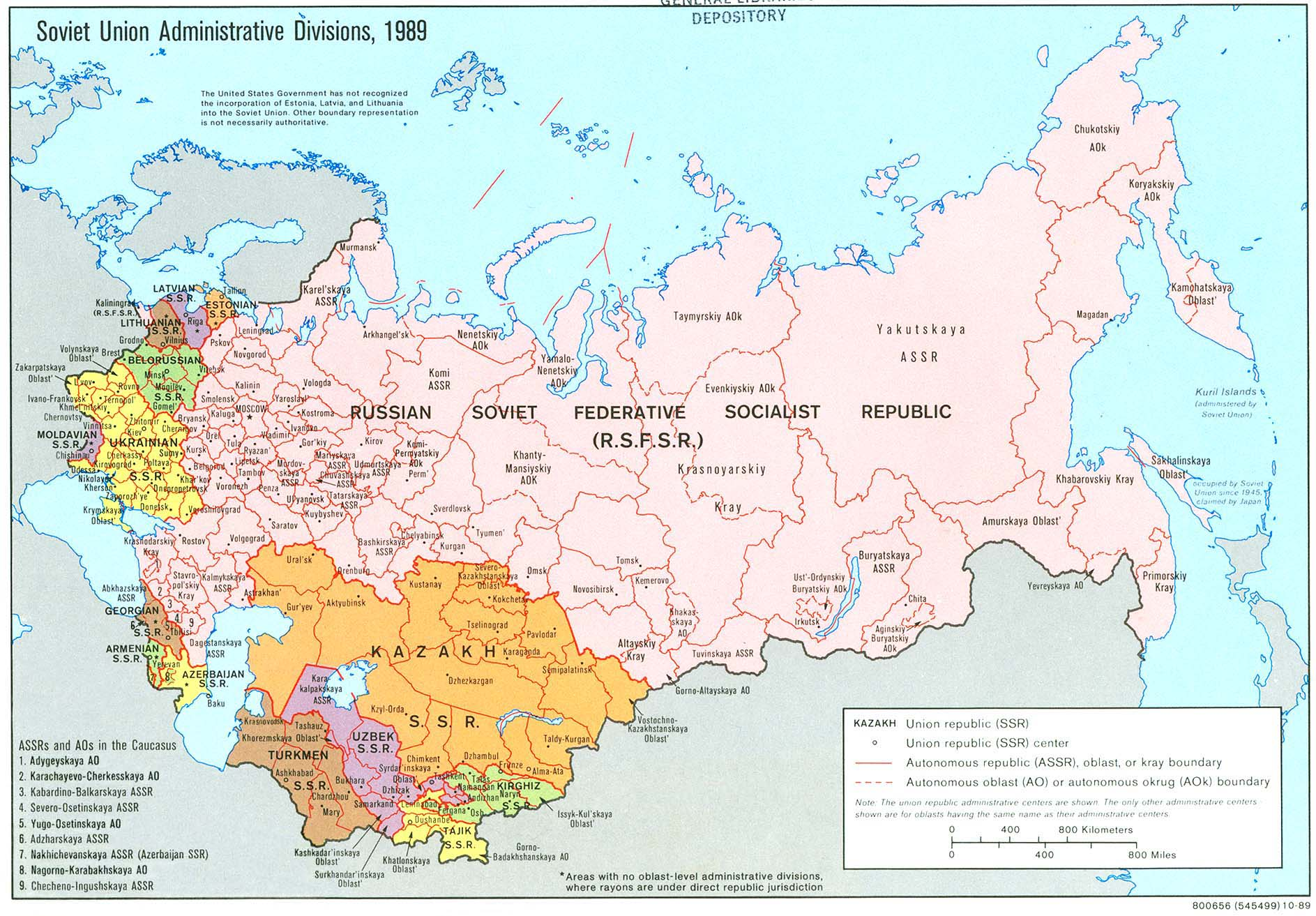
Divisió administrativa de la Unió Soviètica

El Soviet de les Nacionalitats (rus:Совет Национальностей) era una de les dues cambres del Soviet Suprem de la Unió Soviètica, creat per la constitució soviètica de 1936. Funcionà entre 1938 i 1991. A diferència del Soviet de la Unió, el Soviet de les Nacionalitats estava format per les diferents nacionalitats (les repúbliques de la Unió Soviètica), que representaven les divisions administratives, i no per representants dels diversos grups ètnics que cohabitaven a la Unió Soviètica.
El Soviet de les Nacionalitats gaudí dels mateixos drets que el Soviet de la Unió, tant en el camp de les iniciatives legislatives com en la resolució d'altres qüestions. Gaudia d'autonomia per triar el seu president, que dirigia les sessions de la cambra, així com als seus quatre vicepresidents i a les comissions permanents.

## Composició i forma d'elecció
El Soviet de les Nacionalitats estava format per 625 representants, i els seus membres eren elegits de forma universal, igualitària, directe i secreta, d'acord amb els principis de la democràcia soviètica. Amb la regla d'igualtat de representació de les diferents nacionalitats soviètiques, la cambra estava composta per la mateixa quantitat de representants de cadascuna de les diferents repúbliques de la Unió Soviètica:
- 32 diputats per cada república (sense comptar d'altres unitats autònomes que poguessin haver dins de la república, que enviaven representants de manera separada)
- 11 diputats per cada república autònoma
- 5 diputats per cada òblast autònom
- 1 diputat per cada districte nacional

Així doncs, la major de les repúbliques (la RSFS de Rússia, amb una població de 147 milions de persones) i la més petita (l'RSS d'Estònia, amb una població d'1,5 milions d'habitants), tenien 32 diputats cadascuna.

## Comissions permanents
- Comissió Mandatària
- Comissió en Suposats Legislatius
- Comissió de Planificació de Pressupost
- Comissió d'Afers Externs
- Comissió d'Afers de la Joventut
- Comissió d'Indústria
- Comissió de Transports i Comunicacions
- Comissió de Construcció i Indústria dels Materials de Construcció
- Comissió de Servei de Consum i Economia Municipal
- Comissió de Medi Ambient.

## Presidents del Soviet de les Nacionalitats
| Nom                           | Inici del càrrec    | Final del càrrec     |
| ----------------------------- | ------------------- | -------------------- |
| Nikolai Ixvèrnik              | 12 de gener de 1938 | 10 de febrer de 1946 |
| Vasili Kuznetsov              | 12 de març de 1946  | 12 de març de 1950   |
| Jumabai Ixaiakhmetov          | 1950                | 1954                 |
| Vilis Lācis                   | 1954                | 1958                 |
| Janis Peive                   | 1958                | 1966                 |
| Justas Paleckis               | 1966                | 1970                 |
| Iadgar Sadikovna Nasriddinova | 1970                | 1974                 |
| Vitalijs Rubenis              | 1974                | 1984                 |
| Augusts Voss                  | 1984                | 1989                 |
| Rafiq Nixonov                 | 1989                | 1991                 |